# Prat-Bonrepaux
Prat-Bonrepaux – miejscowość i gmina we Francji, w regionie Oksytania, w departamencie Ariège.
Według danych na rok 1990 gminę zamieszkiwało 801 osób, a gęstość zaludnienia wynosiła 56 osób/km² (wśród 3020 gmin regionu Midi-Pyrénées Prat-Bonrepaux plasuje się na 412. miejscu pod względem liczby ludności, natomiast pod względem powierzchni na miejscu 802.).